# جاش مک‌درمیت
جاش مک‌درمیت (انگلیسی: Josh McDermitt؛ زادهٔ ۴ ژوئن ۱۹۷۸) یک هنرپیشه اهل ایالات متحده آمریکا است.
از فیلم‌ها یا برنامه‌های تلویزیونی که وی در آن نقش داشته‌است می‌توان به مردگان متحرک اشاره کرد.
مطرح‌ترین نقش وی بازی در نقش یوجین پورتر در سریال مردگان متحرک بوده‌است.

## زندگی
مک درمیت در لس آنجلس ، کالیفرنیا اقامت دارد ، جایی که او عضو گروه کمدی بداهه رابرت داونی جونیور است. 